# جبرلين
الجبرلين مجموعة من الهرمونات النباتية التي تنتجها الأوراق النباتية الحديثة والقمم النامية في الجذور والسوق. تتميز هذه الهرمونات باحتوائها على حمض الجبريليك الذي يحرض استطالة الخلايا النباتية وتكوين الثمار اللابذرية، وهو يتغلب على تقزم الساق الوراثي، ويزيد من إنتاج الأفرع الجانبية وخاصة الزهرية مما يزيد من عدد الأزهار والثمار فيزداد الإنتاج.
يُصنع الجبرلين طبيعيَّا في النَّباتات الخضراء والفطر. ويمكن أيضًا إنتاجه من النَّباتات الخضراء والفطر بوسائل معمليَّة. اكتشَف العلماء أَكثر من 60 نوعا من الجبرلين، وأشهرها حمض الجبرلين.
ويمكن رشُّ الجبرلين المجهَّز على أَنواع معينة من النباتات لزيادة نموها قبل دخولها في مرحلة الارتباع (تعرض النباتات الزهرية لدرجة حرارة تقارب +٤ مئوية لفترة أسبوعين و يزيد). وعند وضْع الجبرلين على نبات ما، فإن الساق تنمو بشكل أسرع وأَطول من المعدل الطبيعي. ويزيد الجبرلين أيضًا من المعدل الذي يجعل النبات يزهر ويثمر. وله أيضًا استخدامات تجارية، فمعالجة العنب بالجبرلين مثلاً تنتج نوعًا ضخمًا من العنب لأنه يزيد طول المسافات بين الأزهار وبالتالي يزيد الإثمار، ولذا يستخدمه المزارعون لزيادة إنتاجية العنب.
كان حمض الجبرلين أَوّل نوع من الجبرلين تم تمييزه. وقد عزله العلماء اليابانيون في الثلاثينيات من القرن العشرين الميلادي من نبات الأُرز الصَّغير المصاب بمرض الشتلة الحمقاء. وهذا المرض تسببه الفطريات التي تنتج كميات كبيرة من حمض الجبرلين.

## تطبيقاته الزراعية
1. كسر سكون البذرة الفسيولوجي دون الحاجة للتنضيد لتعويض الاحتياجات الضوئية مما يزيد من نسبة الإنبات وانتظامه واختصار مدته
2. تخفيض مدة الارتباع أو تعويضها تماماً
3. تنشيط نمو البراعم الساكنة ويستفاد من ذلك في كسر سكون براعم درنات البطاطا حديثة النضج.
4. تنشيط انقسام واستطالة الخلايا مما يزيد من النمو الخضري (خاصة النمو الطولي) ولكن لمدة قصيرة يعقبها بطء في النمو ويستفاد منه في الحصول على قفزة سريعة في نمو محاصيل الخضر الورقية والعلف ونباتات الزينة المرباة في أصص
5. تزهر نباتات النهار الطويل المعاملة به تحت ظروف النهار القصير أي أنه يعوض تأثير النهار الطويل فقط
6. تسرع المعاملة به من تقصير فترة الطفولة كما في الخرشوف والموز
7. يساعد على تكوين ثمار بكرية كما في الخوخ والمشمش والكمثرى التفاح
8. يضاعف من حجم حبات العنب ويزيد طول حامل الحبات
9. يؤخر من اكتمال نمو ونضج الثمار وحدوث الشيخوخة مما يسمح بفترة تسويق طويلة في المشمش والبرقوق والموز.

## معرض صور